# Мар'їно (Рильський район)
Мар'їно (рос. Марьино) — селище в Рильському районі Курської області Російської Федерації.
Населення становить 1747 осіб. Входить до складу муніципального утворення Івановська сільрада.

## Історія
Населений пункт розташований на території українського етнічного та культурного краю Східна Слобожанщина.
Від 2004 року входить до складу муніципального утворення Івановська сільрада.
2 січня 2025 Збройні Сили України здійснили високоточний удар по командному пункту окупаційної армії РФ у селищі Мар’їно .

## Населення
| 2002 | 2010  |
| ---- | ----- |
| 1934 | ↘1747 |

## Пам'ятки
- Маєток Барятинських